# Paris–Rennes
Paris–Rennes var ett franskt endagslopp i landsvägscykling som avhölls från 1927 till 1939. Loppet, som arrangerades av Vélocipède Club Rennais, hade start i Paris och mål i Rennes.
Ett lopp (arrangerat av Pédale Rennaise) som gick från Paris till Rennes 1902  ses ofta inkluderat som en första upplaga, men det var uppenbarligen inte uppfattningen 1927 när Frankrikes största sporttidning L'Auto (senare L'Equipe) skrev "La premiere Paris–Rennes se dispute ajourd'hui" ("Det första Paris–Rennes avgörs idag"). Detta engångslopp vanns av Louis Trousselier (tvåa Michel Frédérick och trea Hippolyte Aucouturier).

## Podieplaceringar
| År   | Guld               | Silver                 | Brons              |
| 1927 | Raymond Decorte    | Hector Martin          | Arsène Alancourt   |
| 1928 | Nicolas Frantz     | Eugène Archambault     | Gaston Rebry       |
| 1929 | Aimé Deolet        | Gustave Van Slembrouck | André Godinat      |
| 1930 | Paul Le Drogo      | Gaston Rebry           | Leander Ghyssels   |
| 1931 | Émile Joly         | Ferdinand Le Drogo     | Frans Bonduel      |
| 1932 | Albert Barthélémy  | Léon Louyet            | Georges Speicher   |
| 1933 | René Le Grevès     | Alfons Schepers        | Léon Tommies       |
| 1934 | Alfons Schepers    | René Le Grevès         | Edgard De Caluwé   |
| 1935 | Georges Speicher   | Louis Hardiquest       | Romain Maes        |
| 1936 | Manuel Garcia      | Sylvère Maes           | Max Bulla          |
| 1937 | Albert Beckaert    | Émile Gamard           | Joseph Somers      |
| 1938 | Raymond Louviot    | Bruno Carini           | Jean Fontenay      |
| 1939 | Sylvain Marcaillou | Roger Lapébie          | Félicien Vervaecke |